# His Three Daughters
His Three Daughters är en amerikansk dramafilm från 2023, som hade premiär på Toronto International Film Festival den 9 september 2023. Filmen är regisserad av Azazel Jacobs som även skrivit filmens manus. Filmen släpptes på Netflix i september 2024.

## Handling
Filmen kretsar kring tre systrar som träffas efter att deras fars hälsa försämras.

## Rollista (i urval)
- Carrie Coon – Katie
- Elizabeth Olsen – Christina
- Natasha Lyonne – Rachel
- Jovan Adepo – Benji
- Jay O. Sanders
- Rudy Galvan
- Jose Febus
- Jasmine Bracey